# Mujer con la manía del juego
La mujer con la manía del juego (en francés, La folle monomane du jeu) es una pintura de Théodore Géricault fechada entre 1819 y 1822
Forma parte de una serie de diez retratos de personas con manías concretas hechos por Géricault entre 1819 y 1822, incluyendo El cleptómano y Mujer demente.
Después de la controversia que rodeó su obra La balsa de la Medusa, Géricault cayó en una depresión. A cambio de la ayuda del psiquiatra Étienne-Jean Georget, Géricault le ofreció una serie de pinturas de pacientes mentales, incluyendo esta, en un tiempo en que el mundo científico sentía curiosidad sobre las mentes de los dementes. Un sólido ejemplo de romanticismo, el retrato de Géricault de una paciente anciana de un asilo mental afectada de ludopatía intenta mostrar una forma específica de locura a través de la expresión facial. Los expertos reconocen en ella un rictus facial típico de la enfermedad de Parkinson. Además sostiene una muleta y este padecimiento afecta al andar.
Esta pintura fue adquirida por el Louvre en 1938.